# Эохрик

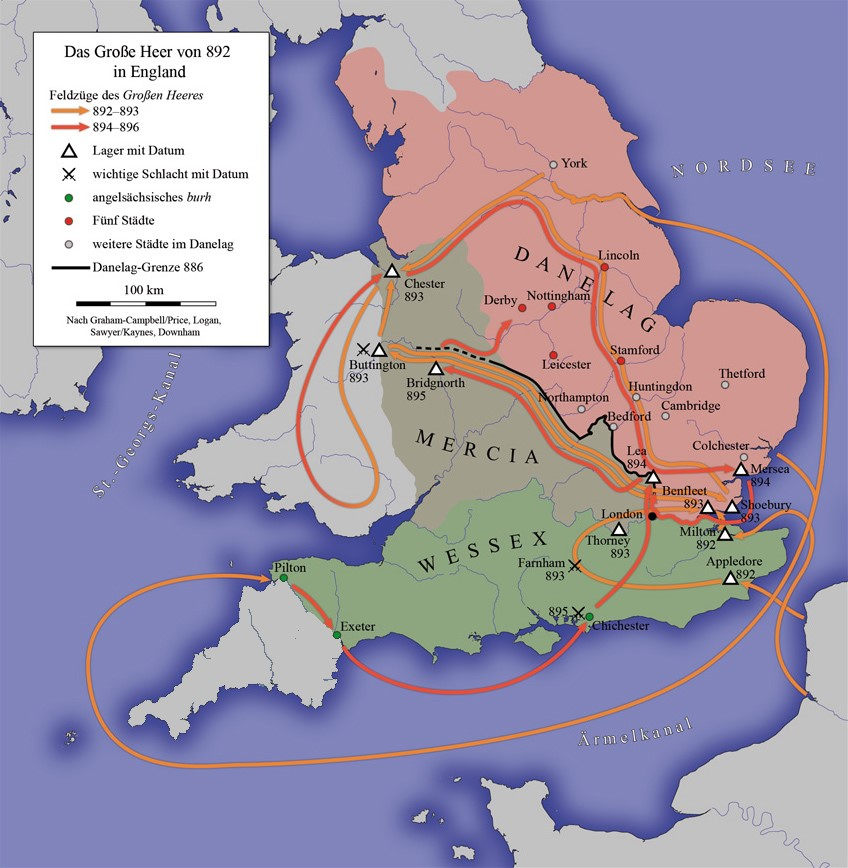
Британия в 890-е годы

Эохрик (Эорих, Эрик; др.-англ. Eohric, др.-сканд. Eiríkr; погиб 13 декабря 902) — король Восточной Англии в 890—902 годах.

## Биография
О происхождении и ранних годах жизни Эохрика достоверных сведений в средневековых исторических источниках не сохранилось. В хрониках он назван преемником скончавшегося в 890 году скандинавского короля Восточной Англии Гутрума. Возможно, Эохрик был сыном своего предшественника на престоле. По одним данным, правление Эохрика продолжалось двенадцать лет, по другим — четырнадцать лет.
В «Истории английских королей» Вильяма Мальмсберийского Эохрик охарактеризован как ярый враг англосаксов, не раз вступавший с теми в жестокие конфликты. Однако в первые годы своего правления Эохрик, по крайней мере формально, был вынужден признавать свою зависимость от короля Уэссекса Альфреда Великого. В 892 году он должен был даже поклясться Альфреду в верности и дать шесть заложников, в подтверждение отсутствия у него намерения примкнуть к викингам Гастинга, врагам уэссекского монарха. Тем не менее уже в следующем году Эохрик отказался от всех своих клятв: он заключил союз с Гастингом, позволив тому не только перезимовать в своих владениях, но и пополнить войско викингов местными данами. Вслед за этим объединённое войско Гастинга и Эохрика совершило набег на англосаксонский город Честер.
По свидетельству, содержащемуся в «Англосаксонской хронике», после смерти в 899 или 900 году короля Альфреда Великого в Уэссексе началась борьба за престол. Новым правителем этого королевства был провозглашён Эдуард Старший, но о своих притязаниях на власть объявил и его двоюродный брат, сын Этельреда I Этельвольд Этелинг. Не сумев свергнуть с престола короля Эдуарда, Этельвольд был вынужден бежать из Уэссекса. Он нашёл убежище в Йорке при дворе Сигфрита и Кнута, правителей королевства Йорвик. Когда же Кнут в 902 году скончался, Этельвольд был выбран йоркскими данами своим королём.
Немного позднее Этельвольд также заручился поддержкой и короля Эохрика. Предполагается, что монарх Восточной Англии мог даже признать над собой верховную власть нового правителя Йорвика.
В 902 году войско британских данов во главе с Эохриком и Этельвольдом совершило набег на Мерсию и Уэссекс, разграбив мерсийские земли до Криклейда, а уэссекские владения Эдуарда Старого — до Брейдона. В ответ англосаксонское войско разорило скандинавские области вплоть до Девилс-Дайка и реки Уисси. На обратном пути отделившееся от основной армии ополчение из Кента было атаковано викингами. 13 декабря вблизи Хольма произошло сражение, победу в котором одержали скандинавы. Несмотря на успех, викинги понесли большие потери в этой ожесточённой битве: на поле боя пали несколько скандинавских вождей, включая Эохрика и Этельвольда. Гибель Этельвольда положила конец мятежу против короля Эдуарда Старшего, позволив тому беспрепятственно править подвластными ему владениями до самой смерти.
Преемником погибшего Эохрика был избран Гутрум II. Вероятно, вскоре после получения престола новый монарх был вынужден признать над собой верховную власть уэссекского короля Эдуарда Старшего. На этом основании историки часто называют Эохрика последним суверенным скандинавским правителем (др.-англ. Scalding) Восточной Англии.